# Seppo Zetterberg

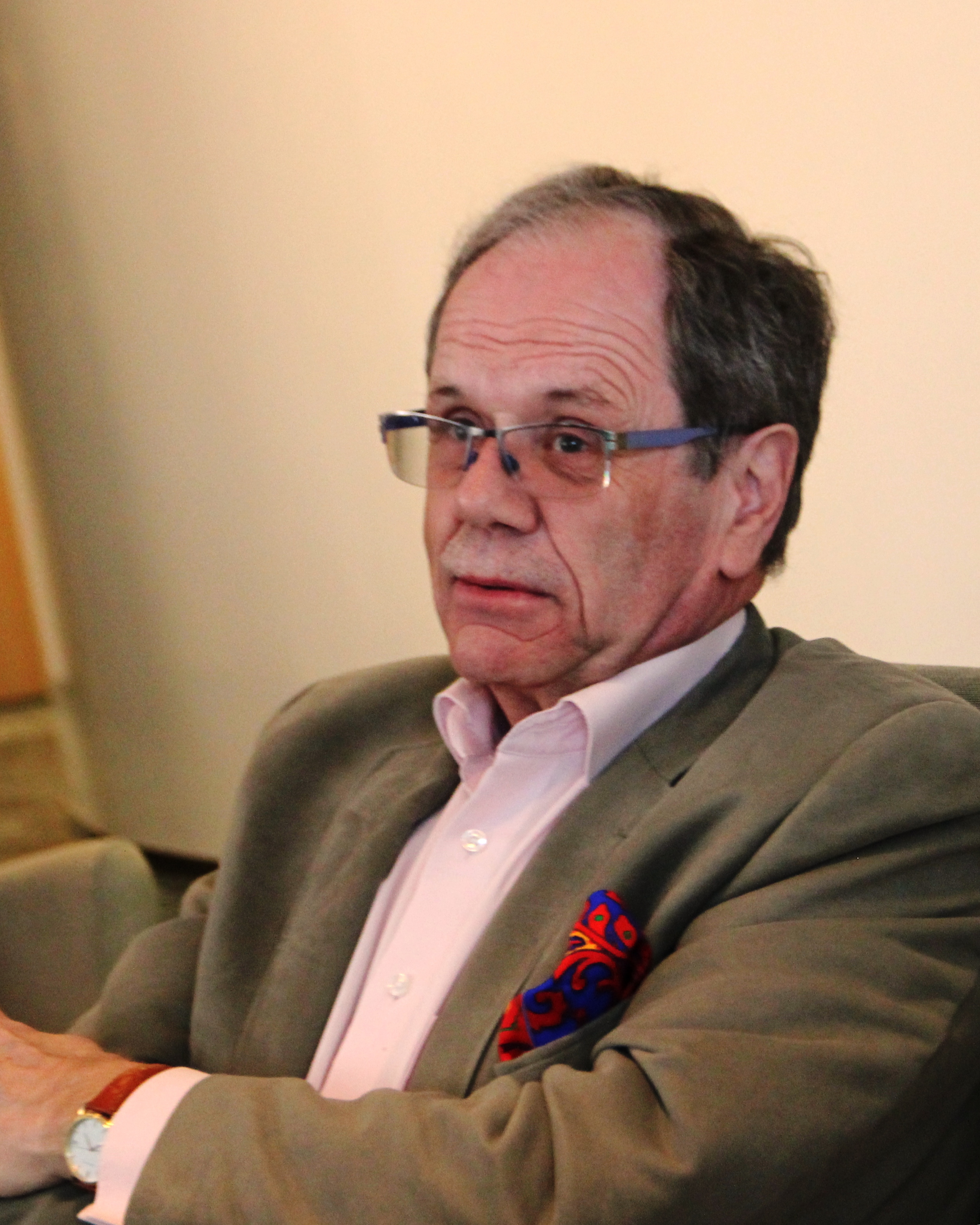
Seppo Zetterberg, 2017

Seppo Zetterberg (* 5. Dezember 1945 in Helsinki, Finnland) ist ein finnischer Historiker und Autor.

## Leben
Zetterberg erwarb den Titel Dr. phil. im Jahre 1977. Von 1982 bis 1988 war er Professor an der Universität Helsinki und in den Jahren von 1988 bis 1994 durch die Akademie von Finnland geförderter Akademieprofessor. Er war von 1994 bis 1996 Direktor des Finnischen Estlandinstituts und ist seit 1996 Professor für allgemeine Geschichte an der Universität Jyväskylä. 2006 wurde er in die Finnische Akademie der Wissenschaften gewählt.
Zetterbergs Forschungsinteressen lagen seit seiner Doktorarbeit Suomi ja Viro 1917–1919 aus dem Jahre 1977 bei der Geschichte Estlands und den Biografien von Politikern.

## Werke
- Suomi ja Viro 1917–1919: polittiset suhteet syksystä 1917 reunavaltapolitikan alkuun. deutscher Titel: Finnland und Estland 1917–1919: Die politischen Beziehungen vom Herbst 1917 bis zum Beginn der Randstaatenpolitik. Suomen historiallinen seura, Helsinki 1977, ISBN 951-9254-11-0.
- Die Liga der Fremdvölker Russlands 1916–1918. Ein Beitrag zu Deutschlands antirussischem Propagandakrieg unter den Fremdvölkern Russlands im Ersten Weltkrieg. Akateeminen Kirjakauppa, Helsinki 1978, ISBN 951-9254-16-1.
- Puusta pitemmälle: Metsäliitto 1934–1984. Kirjayhtymä, Helsinki 1983, ISBN 951-26-2459-1.
- Viisi Lukusta senaatissa Eugen Schaumanin elämä ja teko, Otava, Helsinki 1986, ISBN 951-1-09266-9.
- Finland after 1917. Helsinki 1991.
  - Finnland ab 1917. Übersetzt von C.A. von Willebrand. Otava Verlag, Keuruu 1991, ISBN 951-1-11725-4.
- Suomi kautta aikojen, Helsinki 1992.
- Itsenäisen Suomen historia, Otava, Helsinki 1995, ISBN 951-1-10782-8.
- Jüri Vilmsin kuolema. Helsinki 1997.
  - estnisch: Juri Vilmsi surm. Tallinn 2004.
- Eero Erkko. Otava, Helsinki 2001, ISBN 951-1-17275-1.
- Samaa sukua, eri maata. Helsinki 2004.
- Der Weg zur Anerkennung der Selbständigkeit Estlands und Lettlands durch die skandinavischen Staaten 1918–1921. In: Norbert Angermann u. a.: Ostseeprovinzen, Baltische Staaten und das Nationale. Münster 2005, ISBN 3-8258-9086-4.
- Viron historia. Suomalaisen Kirjallisuuden Saura, Helsinki 2007, ISBN 978-951-746-520-5.
- Yhteisellä matkalla VR150 vuotta. WSOY, Helsinki 2012, ISBN 978-951-0-34742-3.
- Kulttuuria ja kumouspuuhia. Suomalaisen Kirjallisuuden Saura, Helsinki 2013, ISBN 978-952-222-411-8.
- Suomen sillan kulkijoita Yhteyksiä yli Suomenlahden 1800-luvulla. Kustannusosakeyhtiö Siltala, Helsinki 2015, ISBN 978-952-234-312-3.

## Ehrungen und Preise
- 2011: Doctor honoris causa der Universität Tartu, Estland.